# Álvaro Enrique Peña Montero
Álvaro Enrique Peña Montero (Montevideo, 8 marzo 1989) è un ex calciatore uruguaiano, di ruolo centrocampista.

## Carriera
Ha giocato nella massima serie dei campionati uruguaiano, costaricano e paraguaiano.

## Statistiche

### Presenze e reti nei club
Statistiche aggiornate all'8 ottobre 2021.
| Stagione              | Squadra               | Campionato            | Campionato | Campionato | Coppe nazionali | Coppe nazionali | Coppe nazionali | Coppe continentali | Coppe continentali | Coppe continentali | Altre coppe | Altre coppe | Altre coppe | Totale | Totale |
| Stagione              | Squadra               | Comp                  | Pres       | Reti       | Comp            | Pres            | Reti            | Comp               | Pres               | Reti               | Comp        | Pres        | Reti        | Pres   | Reti   |
| --------------------- | --------------------- | --------------------- | ---------- | ---------- | --------------- | --------------- | --------------- | ------------------ | ------------------ | ------------------ | ----------- | ----------- | ----------- | ------ | ------ |
| 2009-2010             | Cerro Largo           | PD                    | 10         | 0          |                 | -               | -               |                    | -                  | -                  |             | -           | -           | 10     | 0      |
| 2012-feb. 2013        | Puntarenas            | PD                    | 7          | 2          |                 | -               | -               |                    | -                  | -                  |             | -           | -           | 7      | 2      |
| feb.-giu. 2013        | Bella Vista           | PD                    | 4          | 2          |                 | -               | -               |                    | -                  | -                  |             | -           | -           | 4      | 2      |
| 2013                  | Montedio Yamagata     | J2                    | 1          | 0          | CG              | 1               | 0               |                    | -                  | -                  |             | -           | -           | 2      | 0      |
| 2015                  | Dep. Capiatá          | DP                    | 5          | 0          |                 | -               | -               |                    | -                  | -                  |             | -           | -           | 5      | 0      |
| 2015-2016             | Boston River          | SD                    | 2          | 0          |                 | -               | -               |                    | -                  | -                  |             | -           | -           | 2      | 0      |
| 2016                  | River Plate           | DP                    | 6          | 0          |                 | -               | -               |                    | -                  | -                  |             | -           | -           | 6      | 0      |
| 2016                  | Rampla Juniors        | PD                    | 0          | 0          |                 | -               | -               |                    | -                  | -                  |             | -           | -           | 0      | 0      |
| 2017                  | Rampla Juniors        | PD                    | 0          | 0          |                 | -               | -               |                    | -                  | -                  |             | -           | -           | 0      | 0      |
| Totale Rampla Juniors | Totale Rampla Juniors | Totale Rampla Juniors | 0          | 0          |                 | -               | -               |                    | -                  | -                  |             | -           | -           | 0      | 0      |
| Totale carriera       | Totale carriera       | Totale carriera       | 35         | 4          |                 | 1               | 0               |                    | -                  | -                  |             | -           | -           | 36     | 4      |